# Jack Collison
Jack David Collison (født 2. oktober 1988 i Watford, England) er en engelskfødt walisisk tidligere fodboldspiller, der spillede som midtbanespiller. Han spillede gennem karrieren hos blandt andet West Ham og Peterborough.
Han debuterede for West Ham 1. januar 2008 i en ligakamp mod Arsenal.

## Landshold
Collison står (pr. april 2018) noteret for 15 kampe for Wales' landshold, som han debuterede for den 29. maj 2008 i et opgør mod Island.